# سویل قاضی‌اوا
سویل قاضی‌اوا (ترکی آذربایجانی: Sevil Həmzət qızı Qazıyeva; ۱ ژوئن ۱۹۴۰ – ۲۳ سپتامبر ۱۹۶۳) اولین راننده زن ماشین آلات در دوره آذربایجان شوروی، قهرمان کار سوسیالیست و نماینده شورای عالی آذربایجان شوروی بود.

## شرح حال
سویل قاضی‌اوا در ۱ ژوئن سال ۱۹۴۰ در روستای آشاغی تالای شهرستان زاقاتالا به دنیا آمد. پس از آنکه در سال ۱۹۵۸ مدرسه را به پایان برساند، تمایل داشت در دانشگاه علوم پزشکی آذربایجان به تحصیلات خود ادمه دهد، اما بدین دانشگاه پذیرفته نشد. در همان سال وارد هنرستان شماره ۵ باکو شد.
در دسامبر سال ۱۹۵۹ بود که سویل قاضی‌اوا با خواندن مقاله‌ای دربارهٔ «تورسونوی آخوندوا»، دختر راننده ماشین‌آلات اهل ازبکستان شوروی، بر آن شد این شغل را پیشه کند.
در تابستان ۱۹۶۰، سویل و دوستانش به مزرعه پنبه شماره ۵ در شهرستان بیلقان اعزام شدند. طی آزمایش توان برداشت، سویل ۹۷ تن پنبه را با ماشین خود برداشت می‌کند. وی پس از فارغ‌التحصیلی از مدرسه مکانیزاسیون کشاورزی در بینه، داوطلبانه برای کار در شهرستان بیلقان می‌رود. یکی از اعضای هیئت آذربایجان در نشست سراسری پنبه‌کاران شوروی در ازبکستان در سال ۱۹۶۱ بود. زمانی که در ازبکستان به سر می‌برد، با تجربه کاری «تورسونوی آخونوا»، پنبه‌کار نامور آن روزگار شوروی آشنا می‌شود. پس از بازگشت از تاشکند، گروه پنبه‌کارانی مانند گروه «تورسونوی آخونوا» در بیلقان ایجاد کرد و ریاست آن را بر عهده گرفت.
سویل قاضی‌اوا که در سال ۱۹۶۲ وارد رشته مکانیزاسیون آکادمی دولتی کشاورزی آذربایجان شد، در کنار تحصیل غیرحضوری اش به شغل خود نیز ادامه می‌داد. او خیلی زود به یکی از مشهورترین پنبه‌کاران در آذربایجان شوروی تبدیل شد، به طوری که در سال ۱۹۶۲ باماشین‌آلات خود ۱۹۰ تن پنبه برداشت کرد. گروهی که سویل رهبرش بود، در پاس برداشتن ۳۰ سنتنر پنبه در هر هکتار در آن سال نشان پرچم سرخ کار را دریافت کرد.
در سال ۱۹۶۳ سویل قاضی‌اوا به شورای عالی آذربایجان شوروی انتخاب شد.

## مرگ
چندین روایتی در مورد مرگ فجیع سویل قاضی‌اوا وجود دارد، اما در عین حال همه آنها حاکی از یک چیز است که این دختر هنگام کار در مزرعه در حادثه ناشی از کار درگذشت.